# Pallidochromis
Genre
Le genre Pallidochromis regroupe une ou plusieurs espèces de poisson d'eau douce de la famille des cichlidae. Ce genre est endémique de l'Afrique.

## Liste d'espèces
Selon ITIS:
- Pallidochromis tokolosh Turner, 1994